# Erőss Alfréd
Erőss Alfréd (Perestyén, 1909. július 7. – Kolozsvár, 1950. július 31.) magyar katolikus pap, költő, tanulmányíró, gyulafehérvári segédpüspök. Az Erőss család kovásznai ágának leszármazottja.

## Pályafutása
Szülei Erőss Lázár, csíktaplocai lófőszékely és félig olasz, anyai részről félig medgyesi szász (evangélikus) származású Martini Terézia Margit. Nagybátyja dr. Erőss József
Az elemi iskolát Novákfalván kezdte, a Baranya vármegyei Perekeden folytatta, második osztálytól Temesváron, a józsefvárosi katolikus elemibe járt. Gimnáziumi tanulmányait a Temesvári Piarista Gimnáziumban kezdte, majd Kézdivásárhelyen folytatta tanulmányait, nagybátyja dr. Erőss József pártfogoltjaként. 1928-ban érettségizett brassói bizottság előtt. Benedek Elek, akinek fiatalkori verseit elküldte, 1928. augusztus 16.-án keltezett levelében azt tanácsolta neki: „a papi pályát kösd össze a tanárival". Gyulafehérváron és 1929–1935-ig Rómában, a Collegium Germanicum et Hungaricum növendékeként végezte a teológiát. Rómában szentelték pappá 1935. október 27-én. 1937-ben teológiai doktorátust szerzett.
Szárhegyen szolgált káplánként, majd Kolozsváron kórházlelkészként. 1938-tól a gyulafehérvári szeminárium spirituálisa és teológiatanára, az Erdélyi Katolikus Akadémia és a Pázmány Péter Társaság tagja. Első kötete 19 éves korában jelent meg a Vasárnap kiadásában Az út (Arad, 1928) címen. "Meglehetősen egy húron játszik, s talán szántszándékkal elfogja fülét az új líra dübörgő erejű hangjától, mely ma fölveri Európa csöndjét" – állapította meg Dsida Jenő.
1941-ben Kolozsvárra költözött, ahol szeptember 1-jétől a hittudományi főiskola dogmatikatanárává nevezték ki. Újabb kötete a Domokos Pál Péternek ajánlott Székelyek dicsérete (Kolozsvár, 1942). Verseire jellemző a pátosz, a legjobbak tájélményből születnek, hangot adva a dolgozók szociális gondjainak is. Tanulmányait az Erdélyi Iskola, Hitel, Reményik Sándorról írt értekezését a Termés (1943. tél) közölte. Az emberi személy problémája (Budapest, 1944) című bölcseleti munkája a céltudatos közösségi ember önalakítását értékeli. 1944-ben a főiskolával Pannonhalmára, majd Zircre menekült, ott tanított tovább. 1944 advent második vasárnapján öt végzős kispappal Veszprémbe ment, hogy Mindszenty József püspök felszentelje a levitákat. Erőss Alfréd az alkalomról magasztos verset írt. Március vége felé közeledett a front és március 25.-én bombázták a falut, ezért március 27.-én mindenki beköltözött az apátság pincéjébe, és március 28.-án megérkeztek az oroszok. Április végén hazautaztak Kolozsvárra, lakását feldúlva találta, bútorait épségben, s ezért könyveit, kéziratait, személyes iratait ömlesztve egy teherautóval elszállíttatta szülei házához. Sok időbe telt, míg édesapja segítségével mindent rendbe raktak. 1945 őszén a teológia visszaköltözött Gyulafehérvárra. 1946-ban, dr. Schütz Antal professzor nyugdíjba vonulásakor meghívták a budapesti Pázmány Péter Tudományegyetem Hittudományi Karára dogmatikatanárnak, de a román hatóságok megtagadták útlevele kibocsátását. A hittudományi kar dékáni hivatala még 1949-ben is felkérte a következő évi tanterv összeállítására.

### Püspöki pályafutása
Hazatérése után, 1949. február 11-én Bukarestben püspökké szentelték.
A kolozsvári klinikán hunyt el, Tordán helyezték nyugalomra.

## Művei
- Az út. Költemények; bev. Szalay Mátyás; Vasárnap Ny., Arad, 1928 (A Vasárnap könyvtára)
- Székelyek dícsérete; András Ny., Kolozsvár, 1942
- A megváltás. A megváltás dogmája Scheeben teológiájában; András Ny., Kolozsvár, 1942
- Mítosz, vallás és irodalom; szerzői, Kolozsvár, 1943
- Az egység útja és az ökumenikus mozgalom; Minerva Ny., Kolozsvár, 1944
- Az emberi személy problémája; Stephaneum Ny., Bp., 1944
- A vallásnevelés; Szt. István Társulat, Bp., 1944
- Lelkipásztori néprajz; sajtó alá rend. Marton József; Gloria, Gyulafehérvár, 1998
- Erőss Alfréd háborús naplója. Kolozsvár, 1944. szeptember 15–Zirc, 1945. április 23.; szöveggond., bev., jegyz. Lisztóczky László; Dsida Jenő Baráti Kör, Eger, 2009
- Az értelem fényével és a szív melegével. Erőss Alfréd; szerk. Farkas Zoltán, Jitianu Liviu; Szt. István Társulat–Verbum Keresztény Kulturális Egyesület, Bp.–Kolozsvár, 2009 (Erdélyi teológusportrék)